# Fosse no 8 - 8 bis des mines de Dourges
La fosse no 8 - 8 bis dite Émile Cornuault de la Compagnie des mines de Dourges est un ancien charbonnage du Bassin minier du Nord-Pas-de-Calais, situé à Évin-Malmaison. Le puits no 8 est commencé le 6 octobre 1919 au nord-est de la concession, dans une partie encore inexploitée de celle-ci. Le puits no 8 bis est commencé en 1923. La fosse commence à extraire en 1924. De vastes cités sont bâties au nord. Les terrils nos 109, 113 et 113A sont édifiés au sud et à l'est de la fosse.
La Compagnie des mines de Dourges est nationalisée en 1946, et la fosse no 8 - 8 bis intègre le Groupe d'Oignies. Elle cesse d'extraire en 1961 à la suite de la mise en service de la fosse no 10 du Groupe d'Oignies. Elle est alors utilisée pour la circulation du personnel et du matériel. Le chevalement du puits no 8 est remplacé par le chevalement post-Nationalisation du puits no 3 ter de la fosse no 3 - 3 bis - 3 ter des mines de Marles à Auchel. Le service cesse en 1973, et la fosse no 8 - 8 bis n'est plus utilisée que pour la remonte des schistes et l'exhaure, jusqu'en 1991. Les puits sont alors remblayés, ainsi que les installations du puits no 8 bis. Les terrils sont exploités.
Au début du XXIe siècle, Charbonnages de France matérialise les têtes des puits nos 8 et 8 bis. Les cités ont été rénovées, les terrils sont des espaces verts. Il subsiste de la fosse le chevalement du puits no 8, les bains-douches, la salle de paye, la maison du garde, une partie des bureaux, et des pans des murs d'enceinte. Le chevalement a été inscrit aux monuments historiques le 25 novembre 2009. Le chevalement du puis no 8 et la cité-jardin Cornuault ont été classés le 30 juin 2012 au patrimoine mondial de l'Unesco.

## La fosse

### Fonçage
Treize ans après le commencement des travaux de la fosse no 6 bis, et après la Première Guerre mondiale, la Compagnie des mines de Dourges commence à Évin-Malmaison le 6 octobre 1919 les travaux de sa fosse no 8. Le puits no 8 bis est commencé en 1923, à 60 mètres au nord-nord-ouest du puits no 8. Il s'agit alors d'exploiter le nord de la concession.
La fosse est baptisée en l'honneur d'Émile Cornuault.

### Exploitation

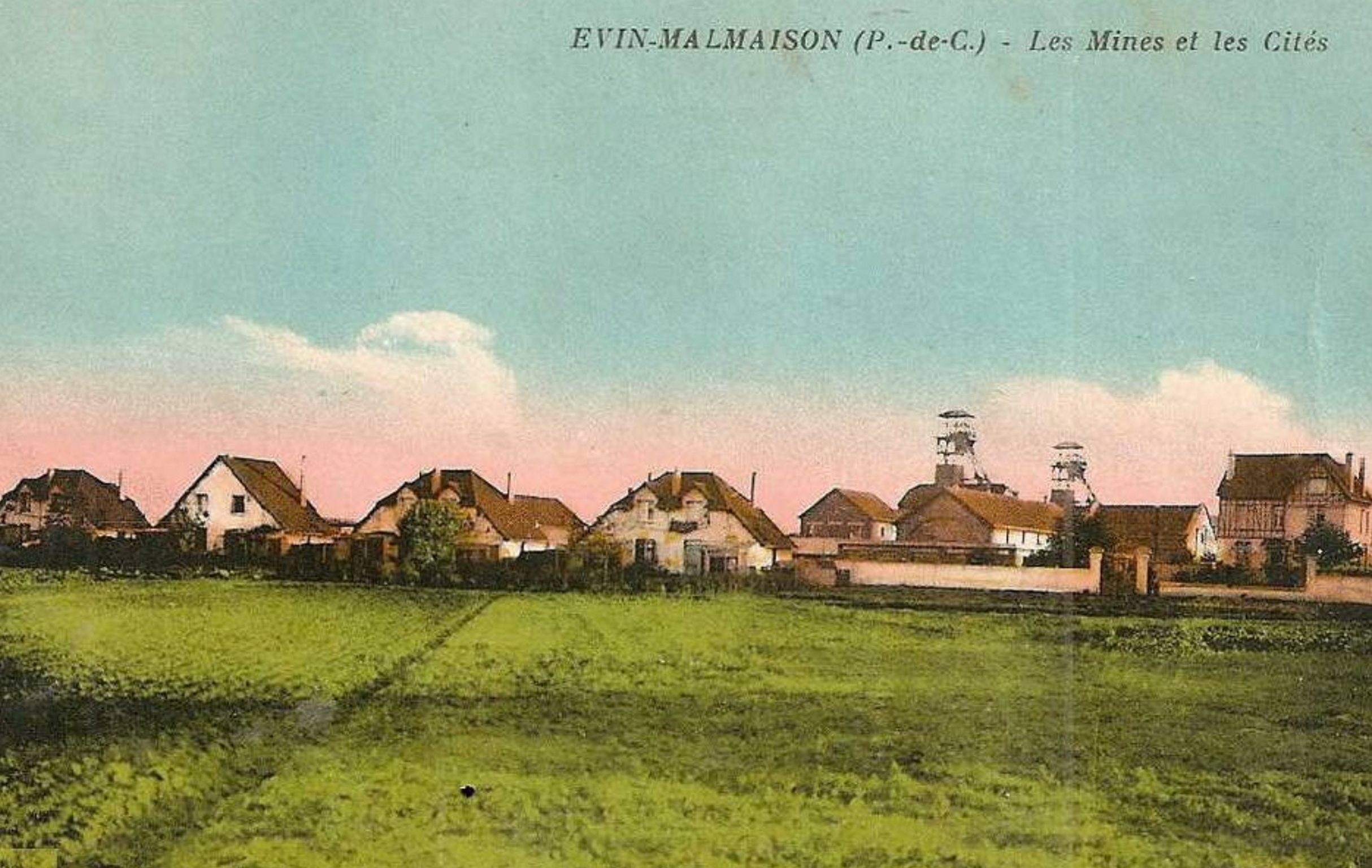
La fosse et quelques habitations.

La fosse commence à extraire en 1924. Elle est alors la fosse la plus septentrionale et la plus orientale de la compagnie, jusqu'en 1930, date à laquelle la fosse no 9 - 9 bis est commencée, bien que la première reste la fosse la plus à l'est de la compagnie. La fosse no 8 - 8 bis est située à 3 440 mètres au nord-est de la fosse no 4 - 4 bis, la plus proche de la compagnie, mais à seulement 2 471 mètres au sud-ouest de la fosse no 7 - 7 bis des mines d'Ostricourt et à 2 700 mètres à l'ouest-sud-ouest de la fosse no 10 des mines de l'Escarpelle.
La Compagnie des mines de Dourges est nationalisée en 1946, et la fosse no 8 - 8 bis intègre le Groupe d'Oignies. La fosse no 8 - 8 bis est raccordée à la fosse no 7 - 7 bis des mines de Dourges en 1955, mais cesse d'extraire en 1961 à la suite de la mise en service de la fosse no 10 du Groupe d'Oignies, sise à Dourges à 3 573 mètres au nord-ouest. Elle est alors utilisée pour la circulation du personnel et du matériel. En ce sens, de nouvelles cages sont installées.
La fosse no 8 - 8 bis est reliée aux fosses nos 9 - 9 bis et 10 en 1968. Le chevalement du puits no 8 est remplacé par le chevalement post-Nationalisation du puits no 3 ter de la fosse no 3 - 3 bis - 3 ter des mines de Marles à Auchel. Il est également doté d'une machine d'extraction à poulie Koepe d'une puissance de 1 800 chevaux. Un système de ventilation prend la place du bâtiment du puits no 8 bis. Le service cesse en 1973, la fosse no 8 - 8 bis est utilisée jusqu'en 1991 pour les travaux du siège de concentration no 10, notamment l'exhaure et la remonte des schistes.
Les puits nos 8 et 8 bis, respectivement profonds de 704 et 564 mètres, sont remblayés en 1991, le chevalement du puits no 8 bis est détruit.

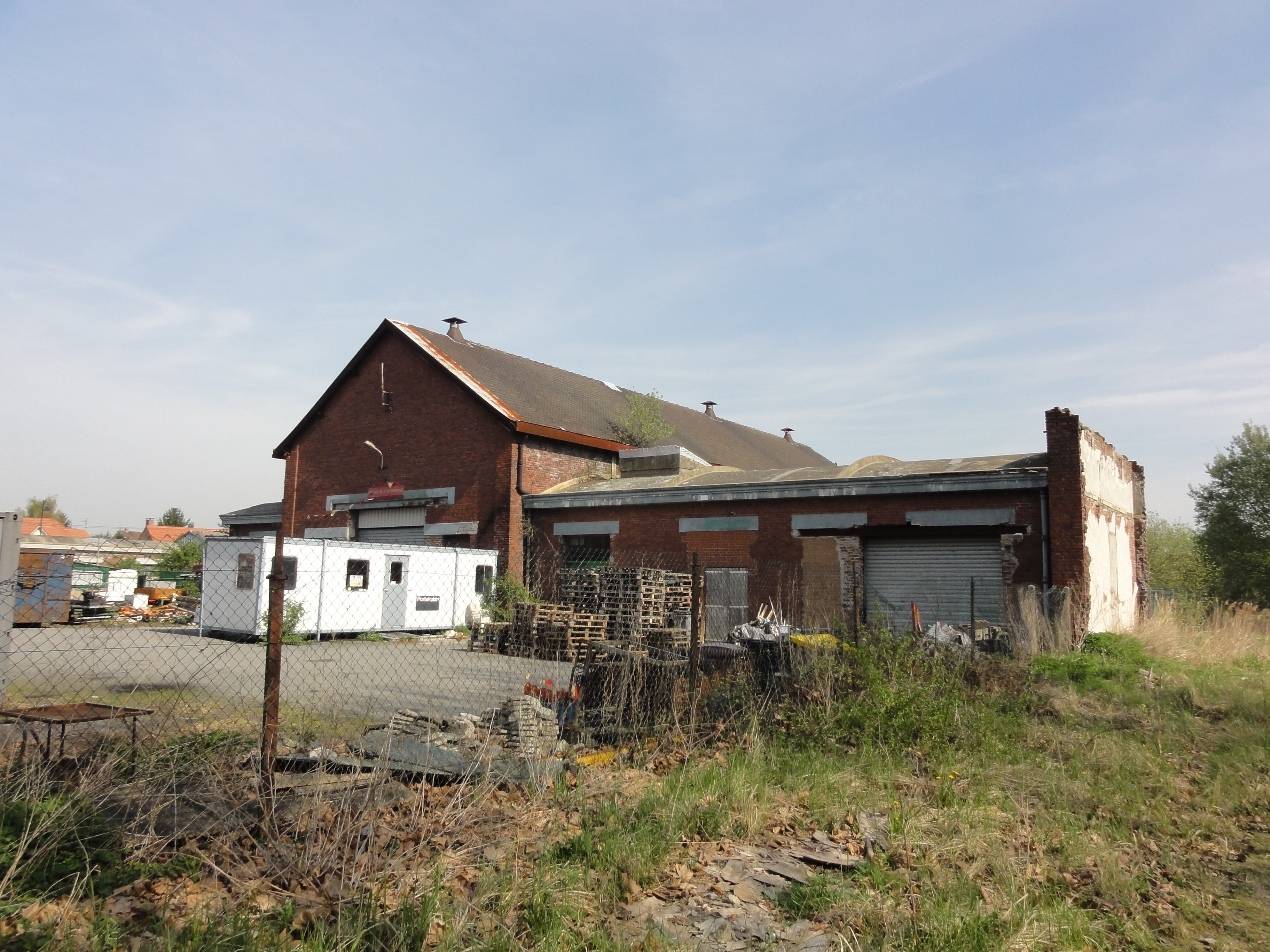
Les bains-douches et les bureaux.
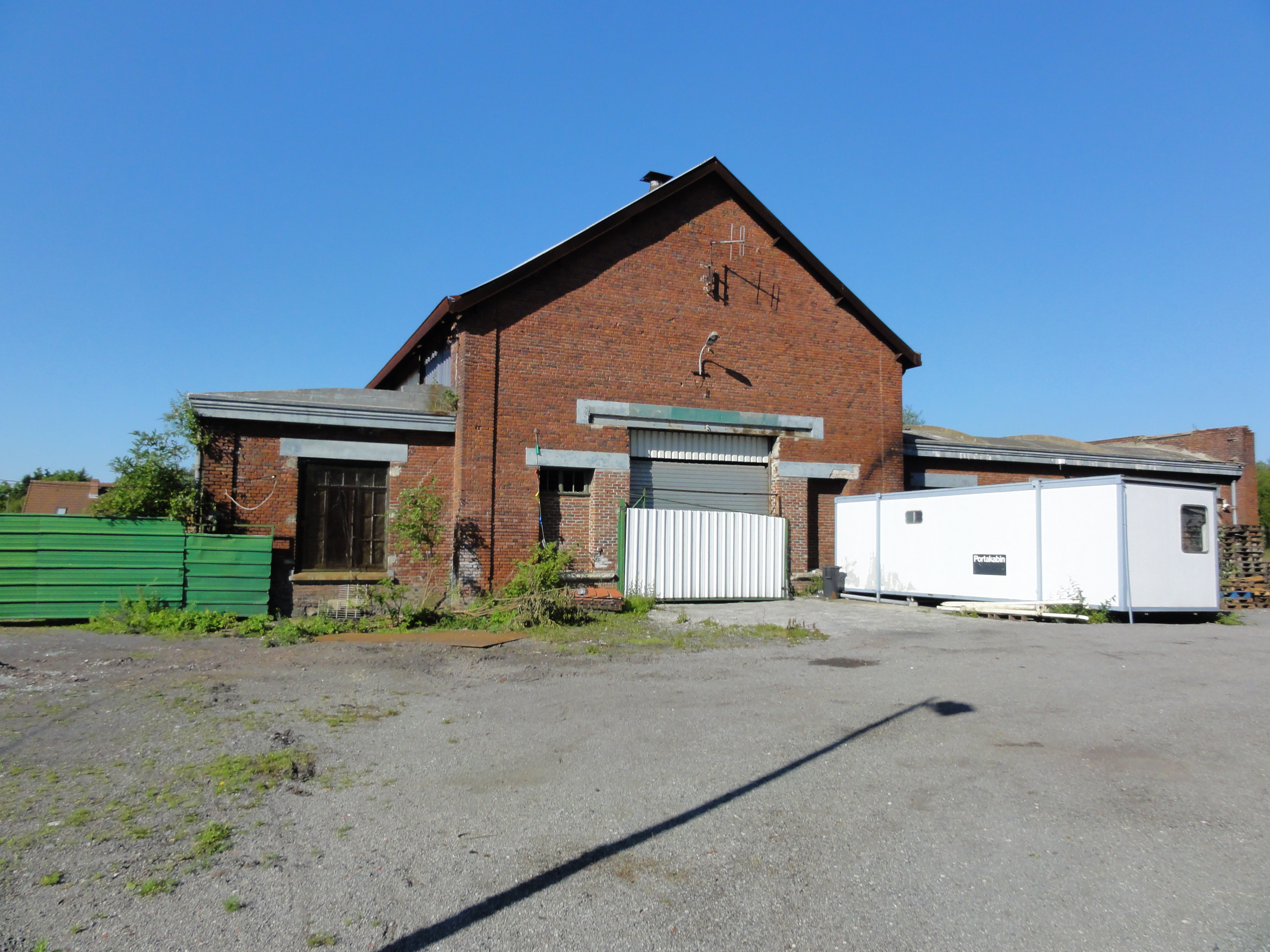
Les bains-douches et les bureaux.
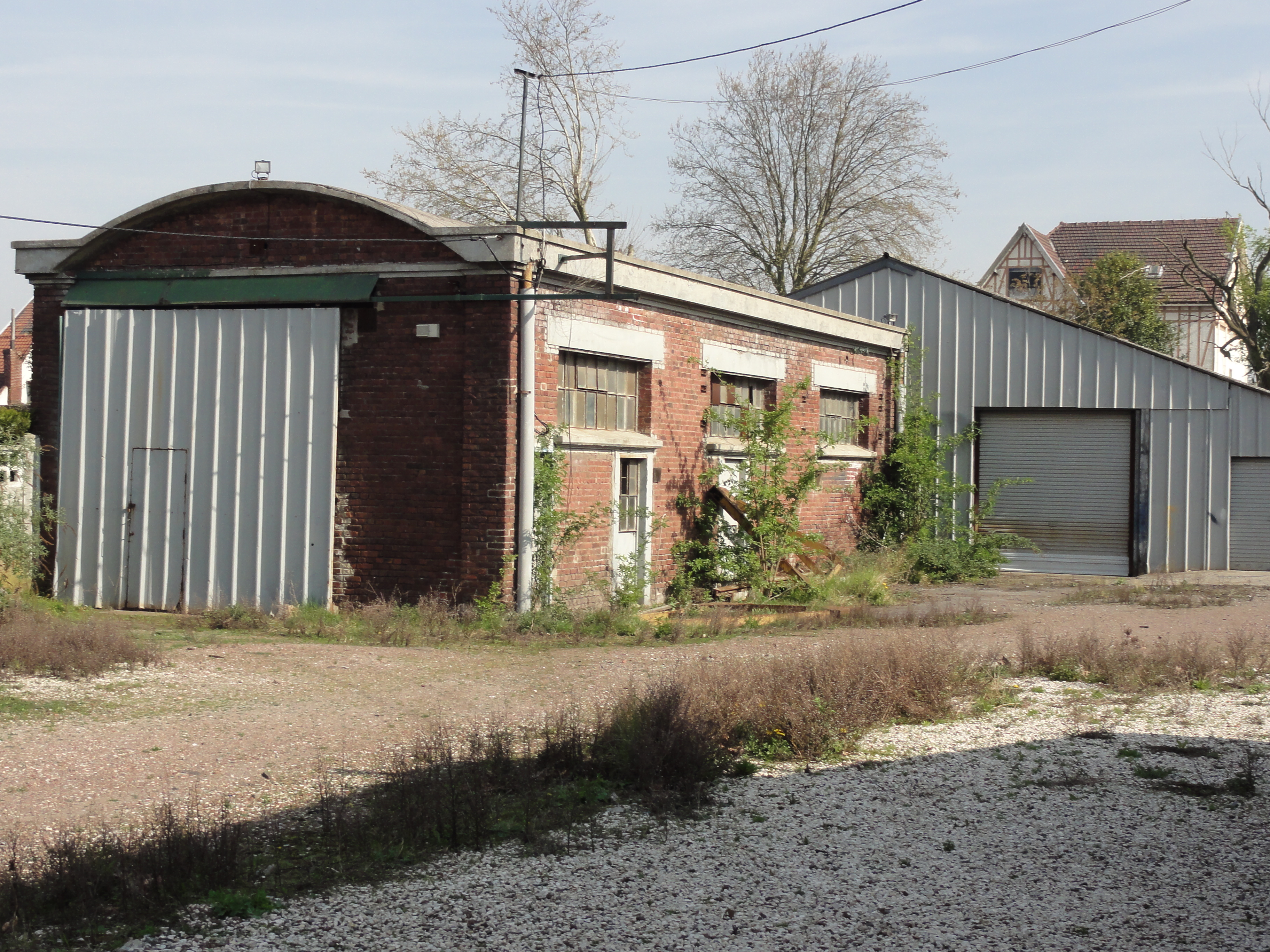
La salle de paye.
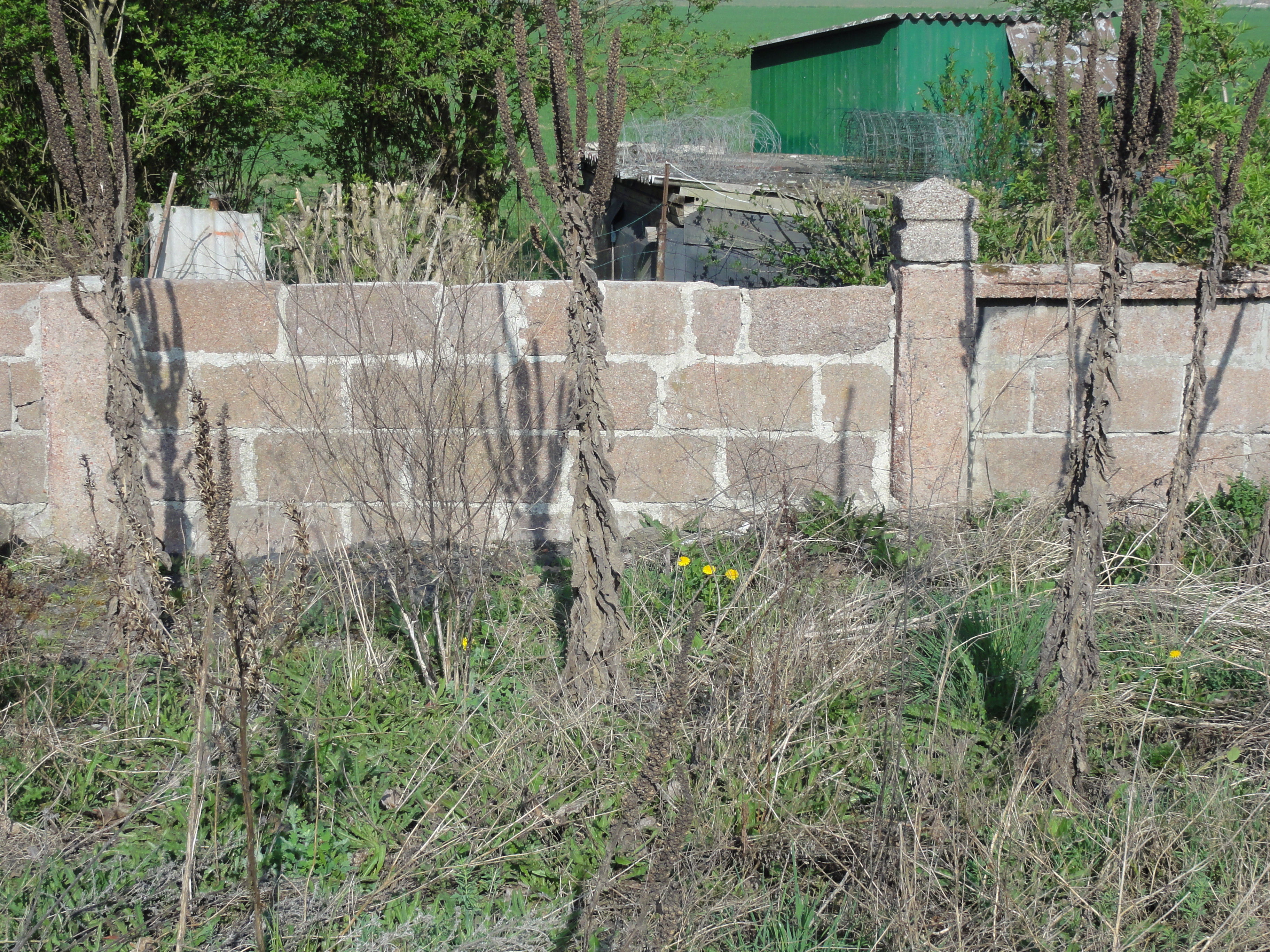
Un vestige du mur d'enceinte.

### Reconversion
Au début du XXIe siècle, Charbonnages de France matérialise la tête de puits. Le BRGM y effectue des inspections chaque année. Il subsiste le chevalement du puits no 8, les bains-douches, la salle de paye, la maison du garde, une partie des bureaux, ainsi que des pans des murs d'enceinte.
Le chevalement du puits no 8 de la fosse no 8 - 8 bis, en totalité fait l’objet d’une inscription au titre des monuments historiques depuis le 25 novembre 2009.
Le chevalement fait partie des 353 éléments répartis sur 109 sites qui ont été classés le 30 juin 2012 au patrimoine mondial de l'Unesco. Il constitue une partie du site no 43.

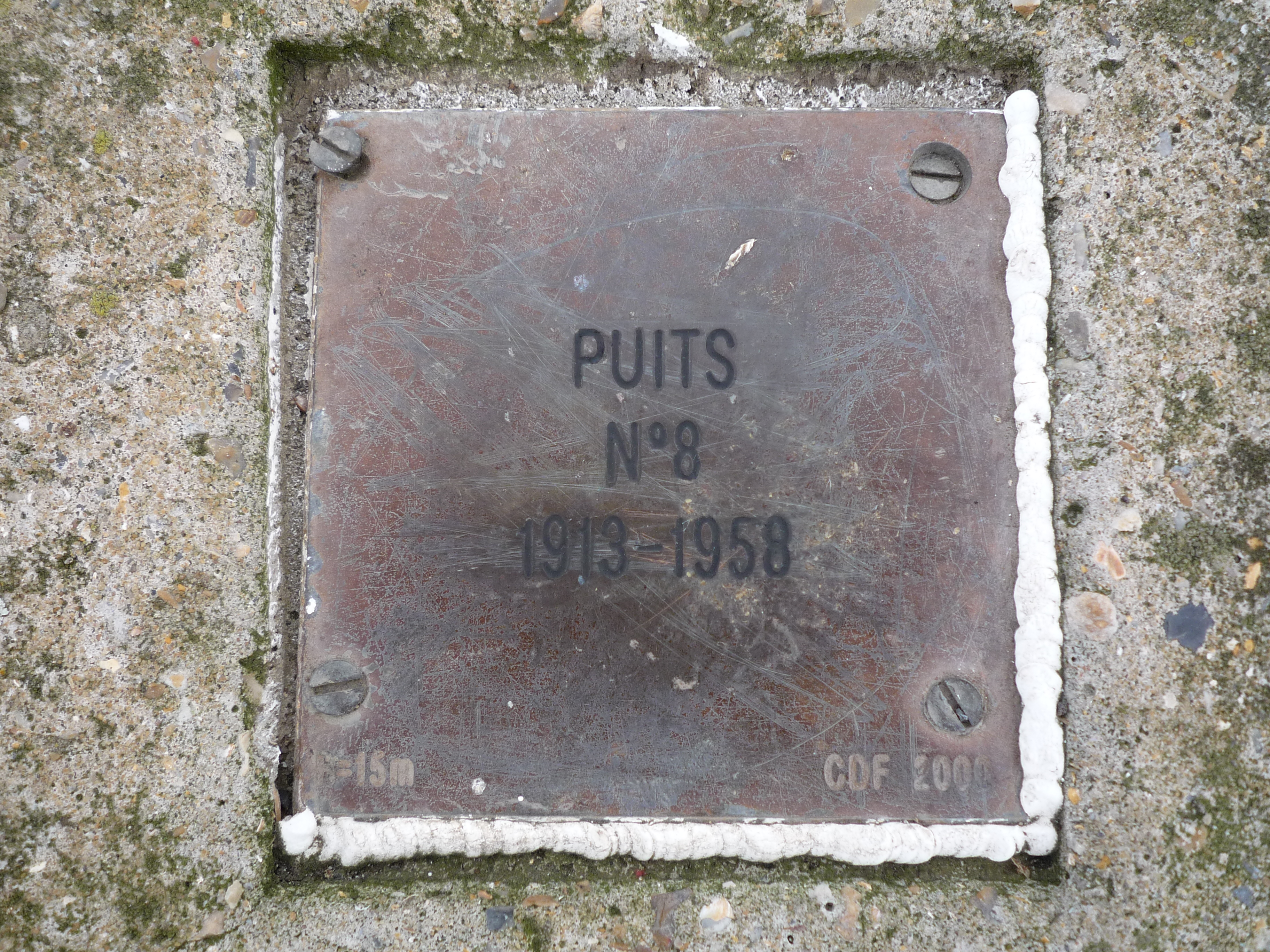
Puits no 8, 1913 - 1958[note 3].
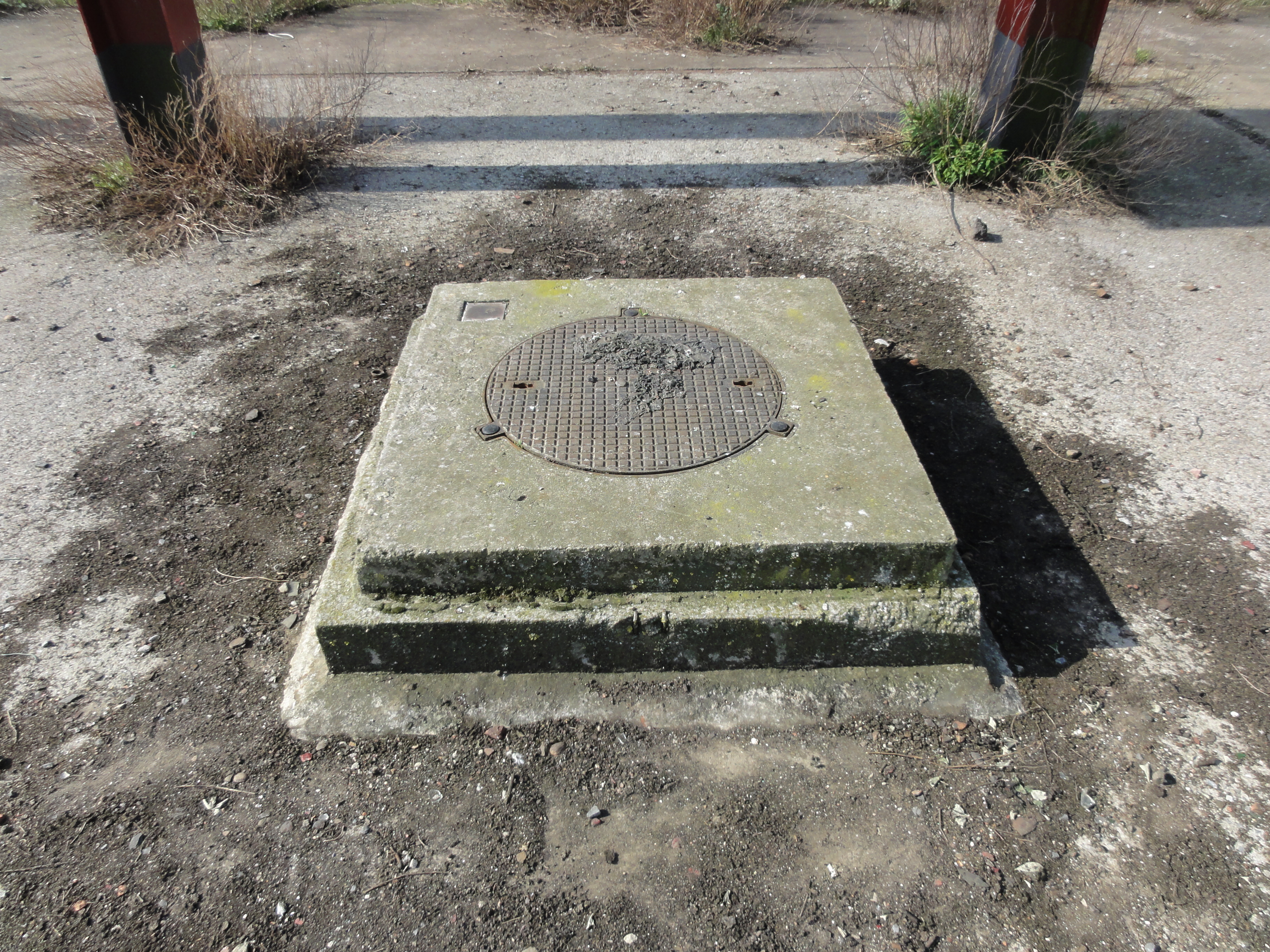
La tête de puits matérialisée no 8.
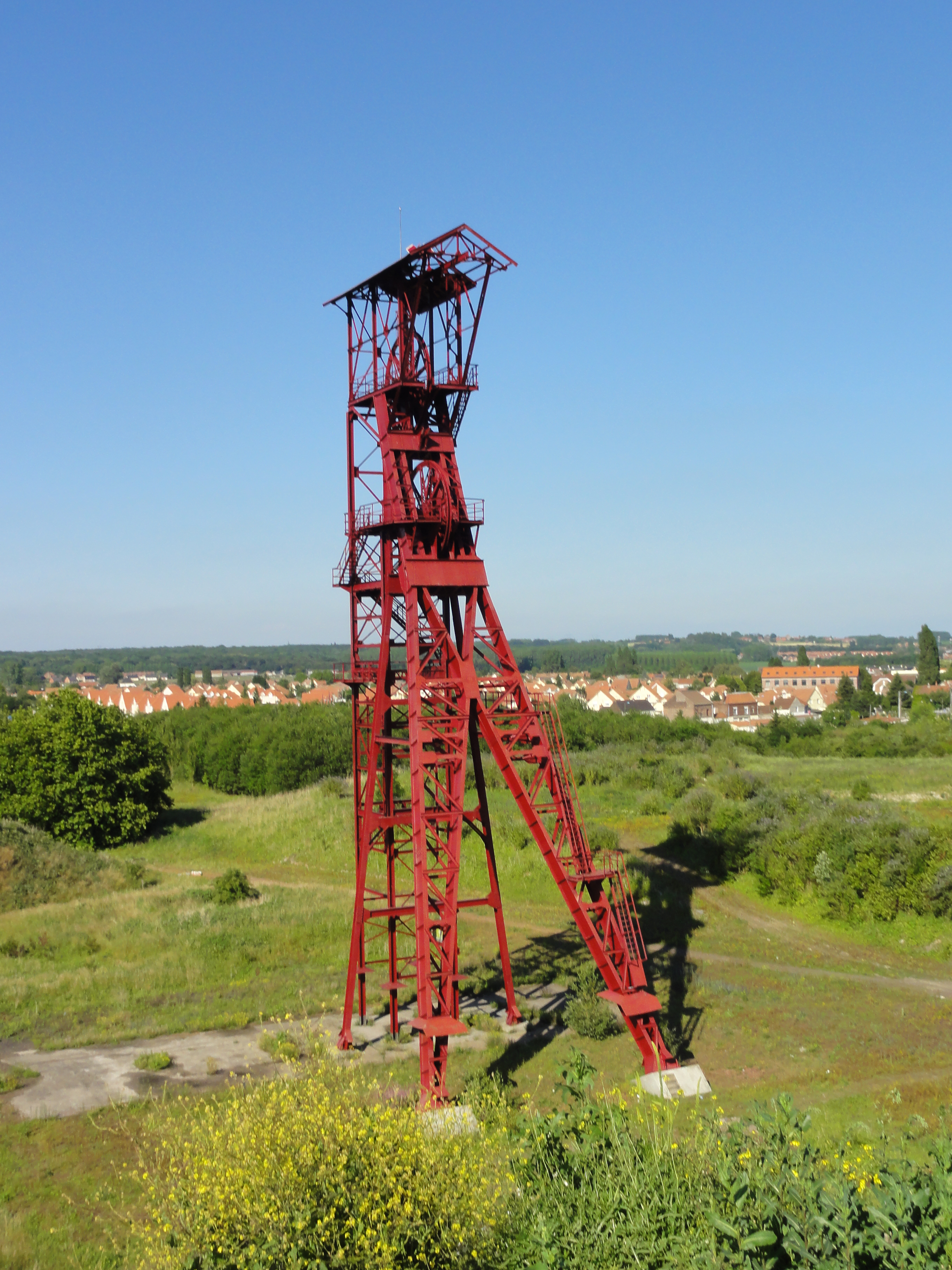
Le puits no 8 dans son environnement.
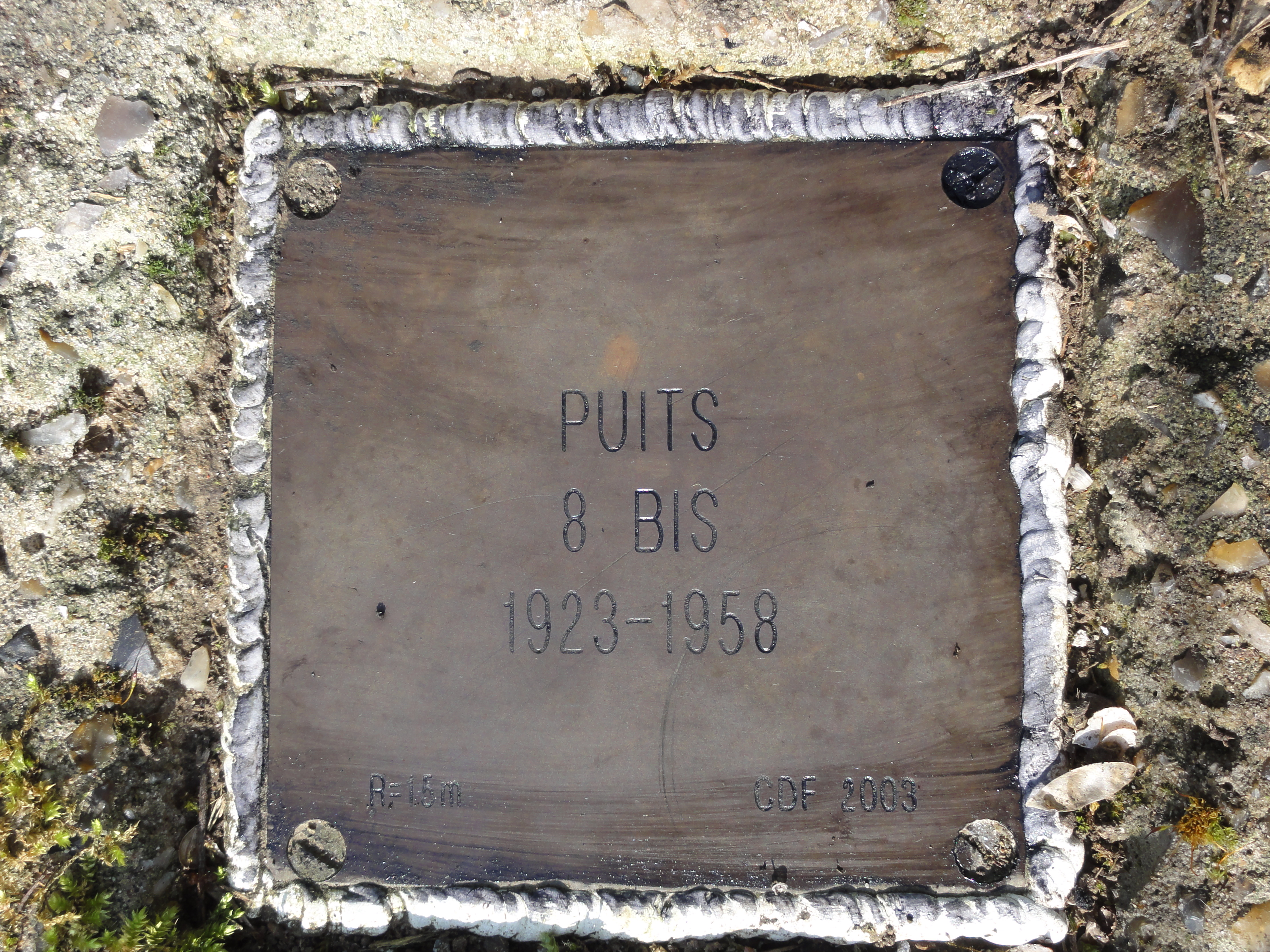
Puits no 8 bis, 1923 - 1958[note 3].
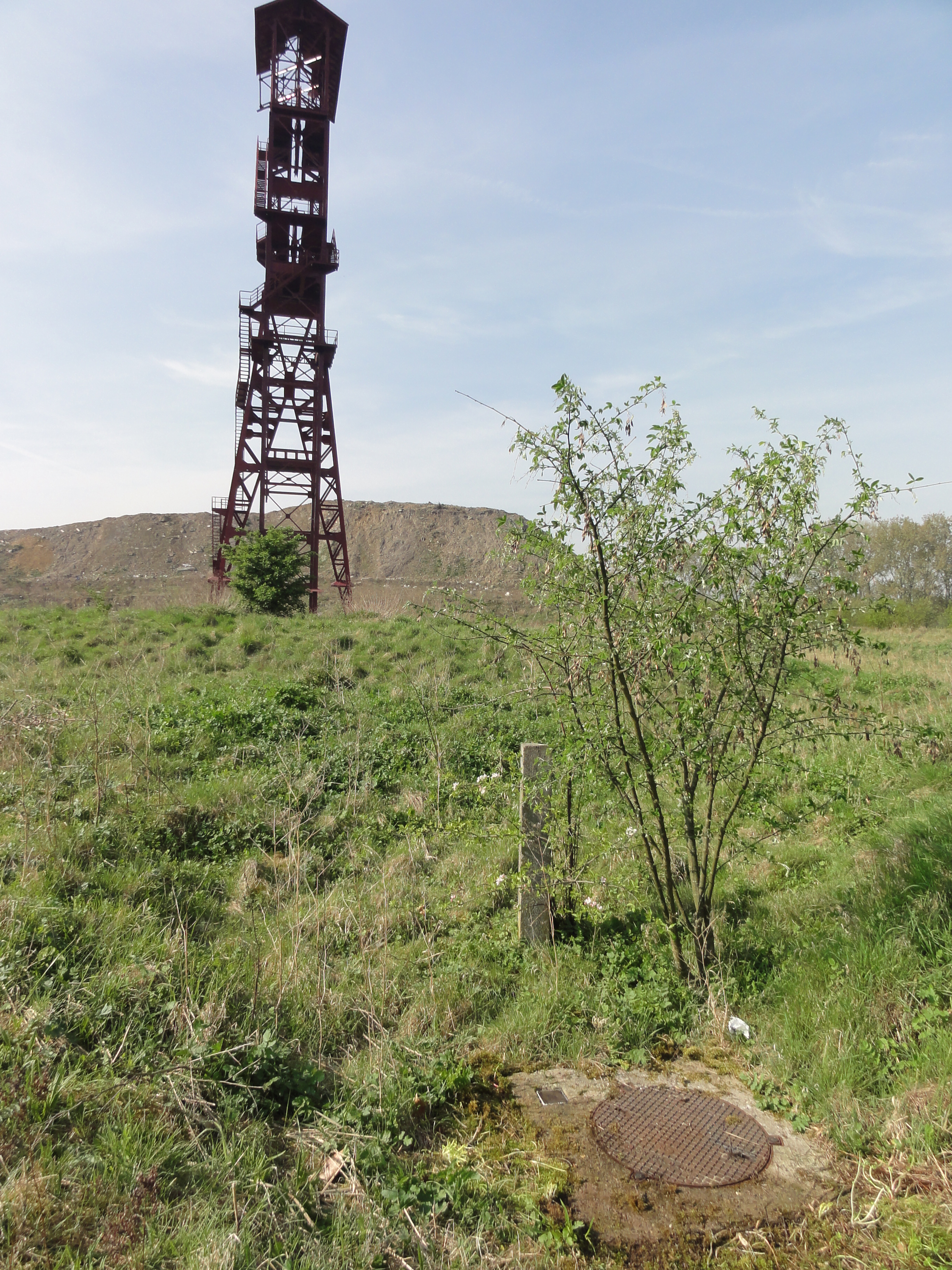
Le puits no 8 bis dans son environnement.
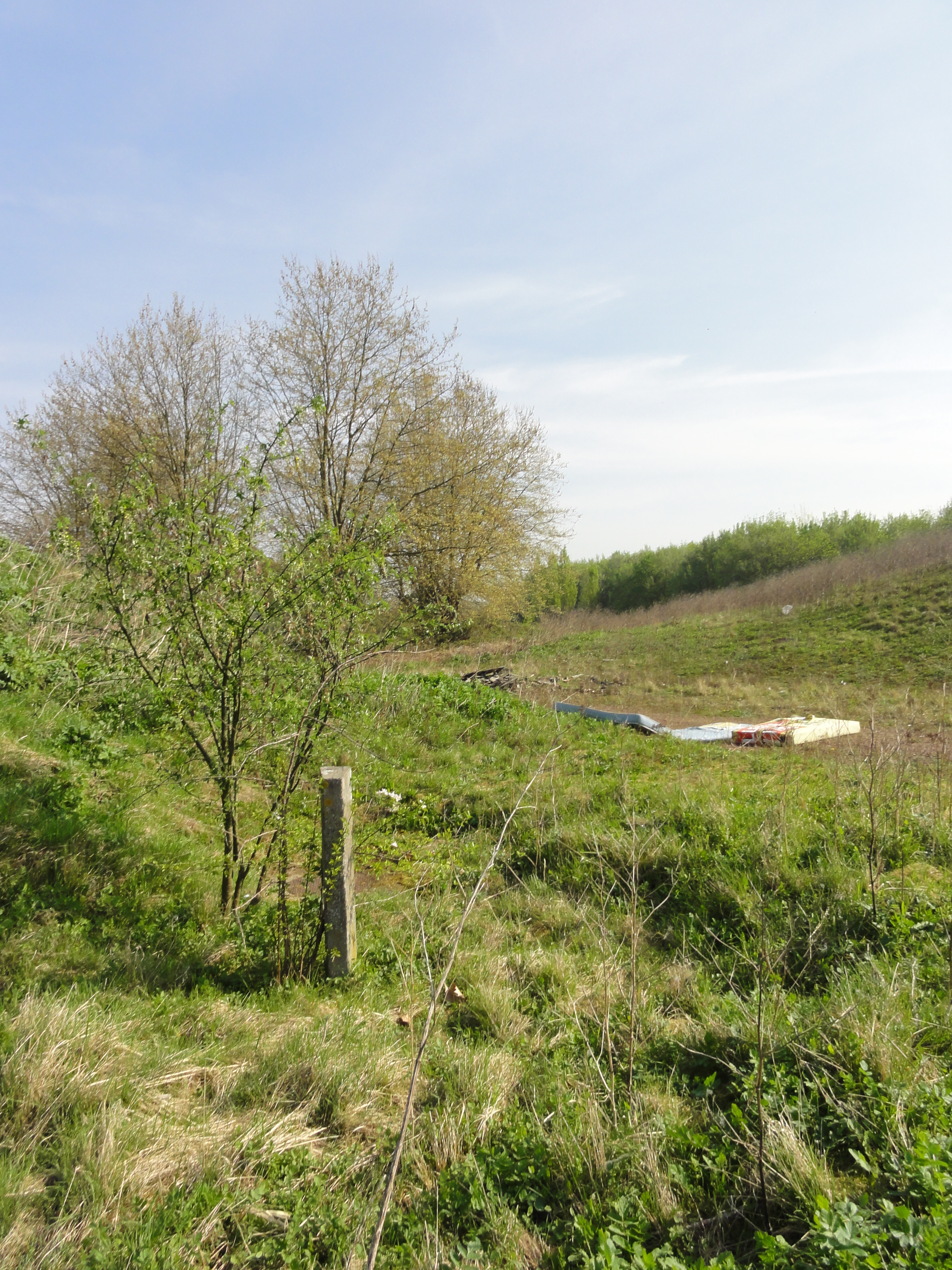
Le puits no 8 bis dans son environnement.
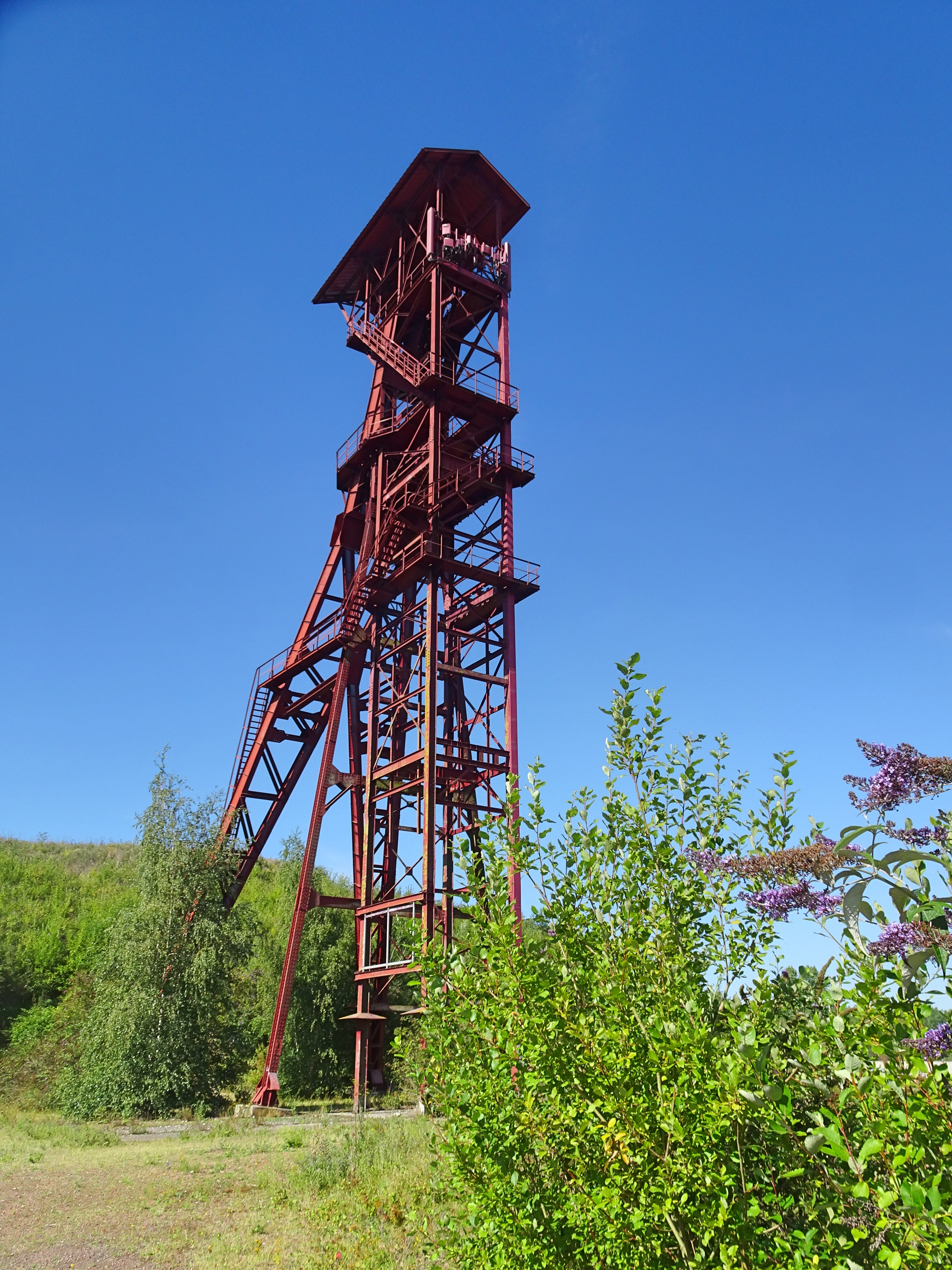
Le chevalement du puits no 8. Juillet 2020.

## Les terrils
Trois terrils résultent de l'exploitation de la fosse.

### Terrilno109, 8 de Dourges Nord

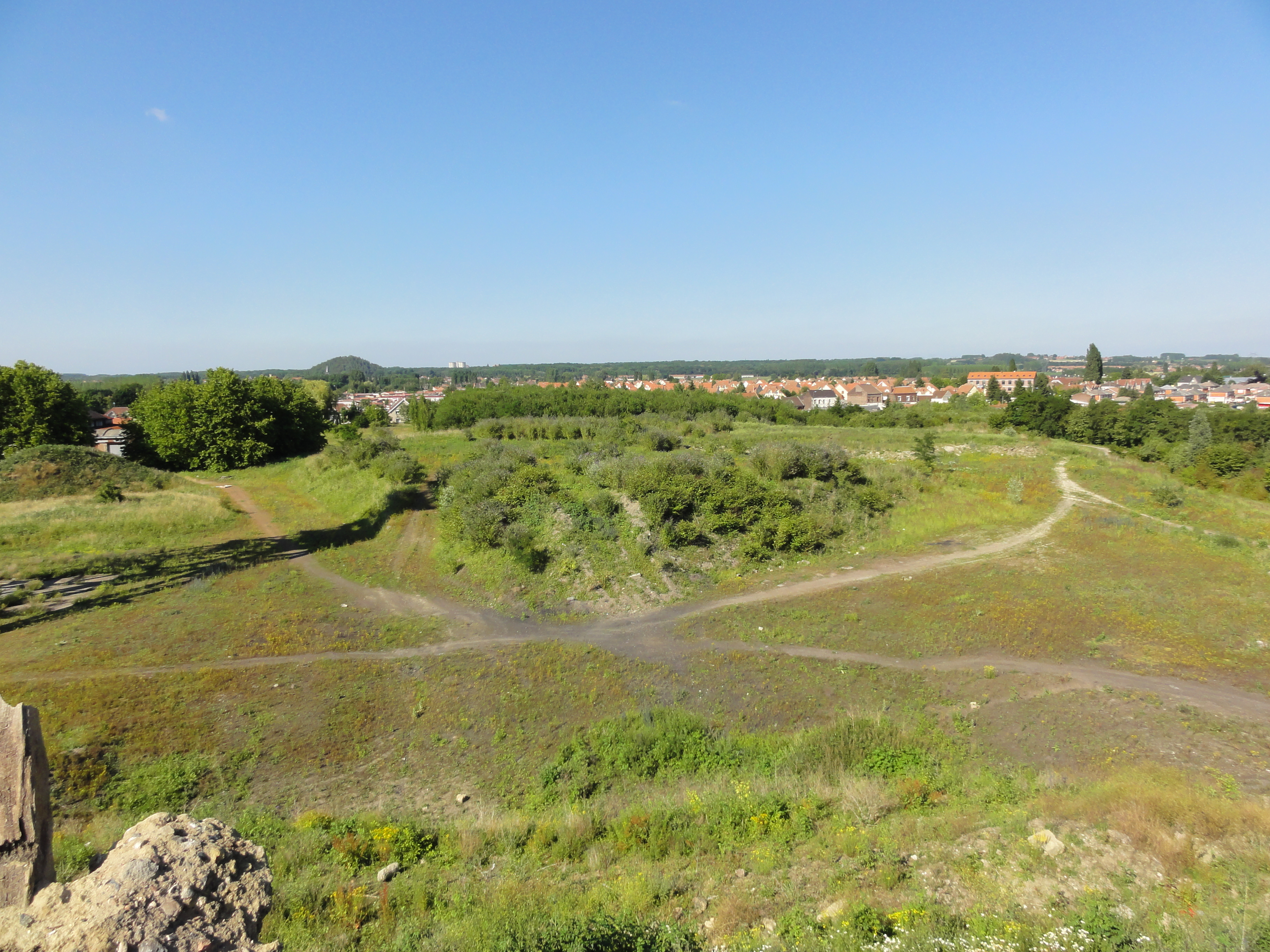
Le terril 8 de Dourges Nord.

50° 26′ 12″ N, 3° 01′ 28″ E
Le terril no 109, 8 de Dourges Nord, situé à Évin-Malmaison, a été alimenté par la fosse no 8 - 8 bis. Il s'agissait d'un terril conique haut de soixante mètres qui a été exploité, il n'en reste plus que la base.

### Terrilno113, 8 de Dourges Sud

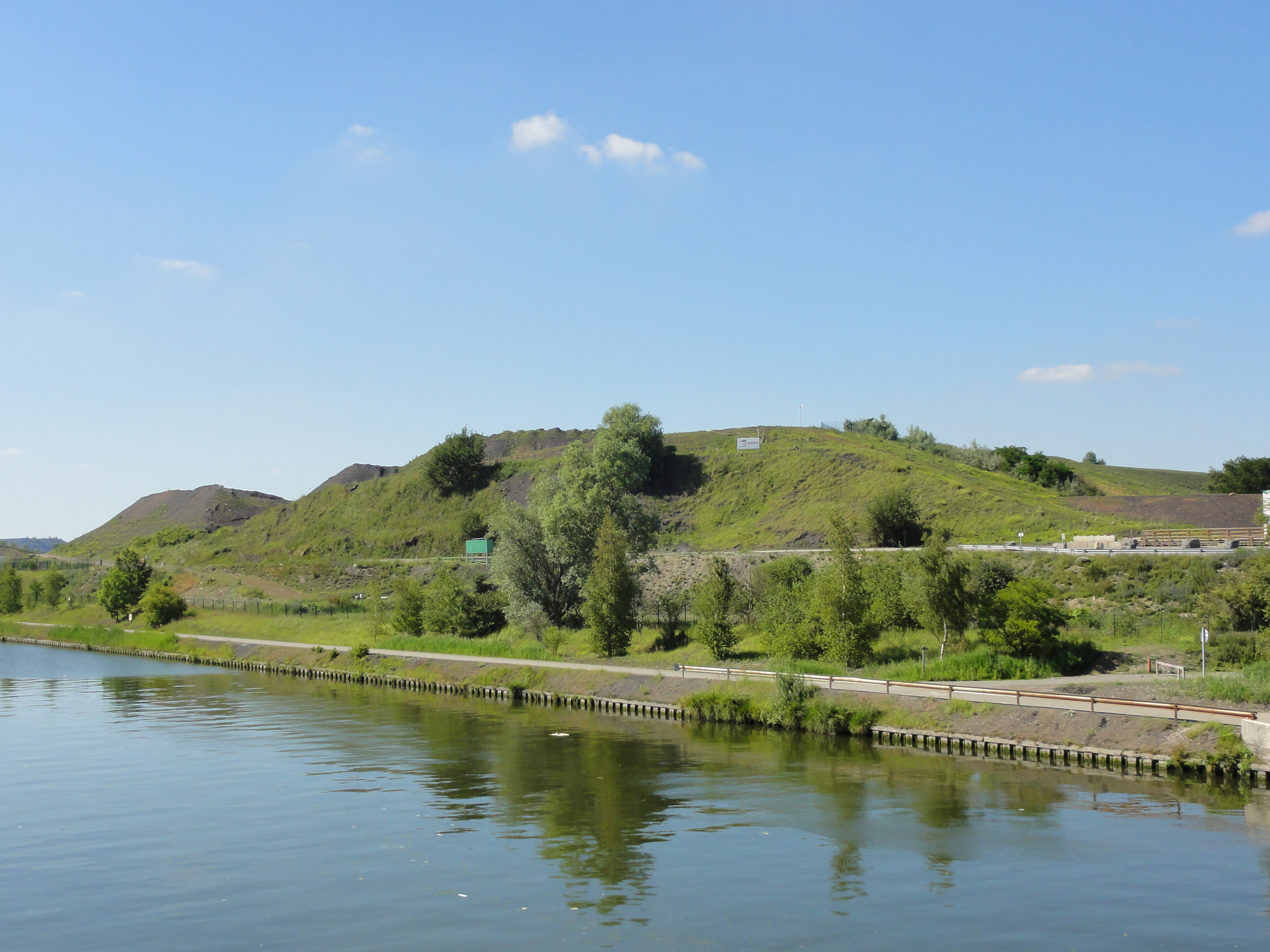
Le terril 8 de Dourges Sud.

50° 26′ 01″ N, 3° 01′ 15″ E
Le terril no 113, 8 de Dourges Sud, situé à Évin-Malmaison et Dourges, a été alimenté par la fosse n° 8 - 8 bis. Il s'agit d'un terril plateau haut de 24 mètres, assez étendu, et partiellement exploité.

### Terrilno113A, Cavalier du 8 de Dourges
50° 26′ 19″ N, 2° 59′ 49″ E
Le terril no 113A, Cavalier du 8 de Dourges, disparu, situé à Évin-Malmaison, était un terril cavalier qui permettait de relier la fosse no 8 - 8 bis des mines de Dourges aux fosses nos 9 - 9 bis et 10. Il a été intégralement exploité.

## Les cités
De vastes cités ont été établies au nord de la fosse, à Évin-Malmaison et Ostricourt. La cité-jardin Cornuault fait partie des 353 éléments répartis sur 109 sites qui ont été classés le 30 juin 2012 au patrimoine mondial de l'Unesco. Elle constitue le site no 43.

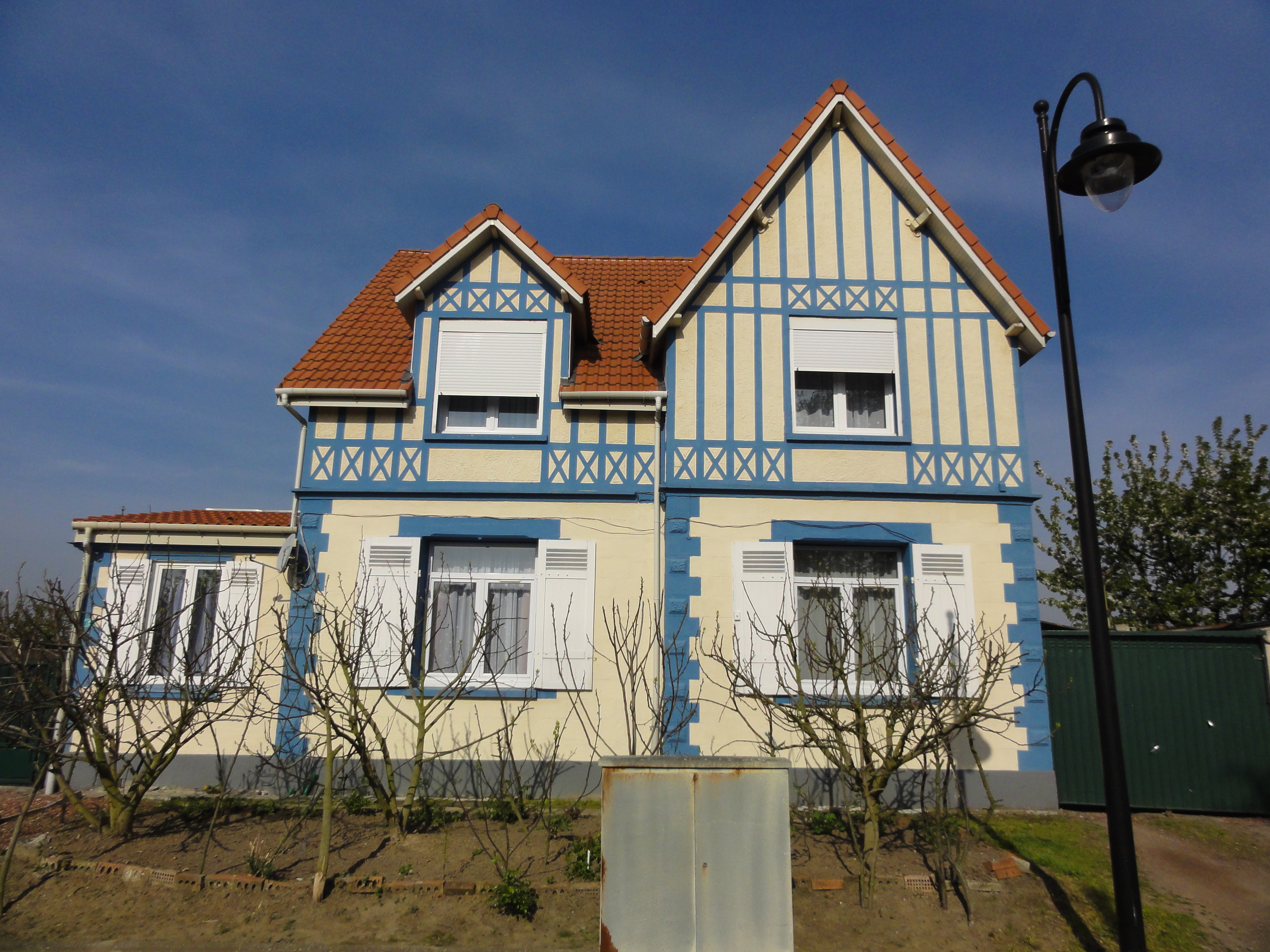
Une habitation individuelle, près du carreau de fosse.
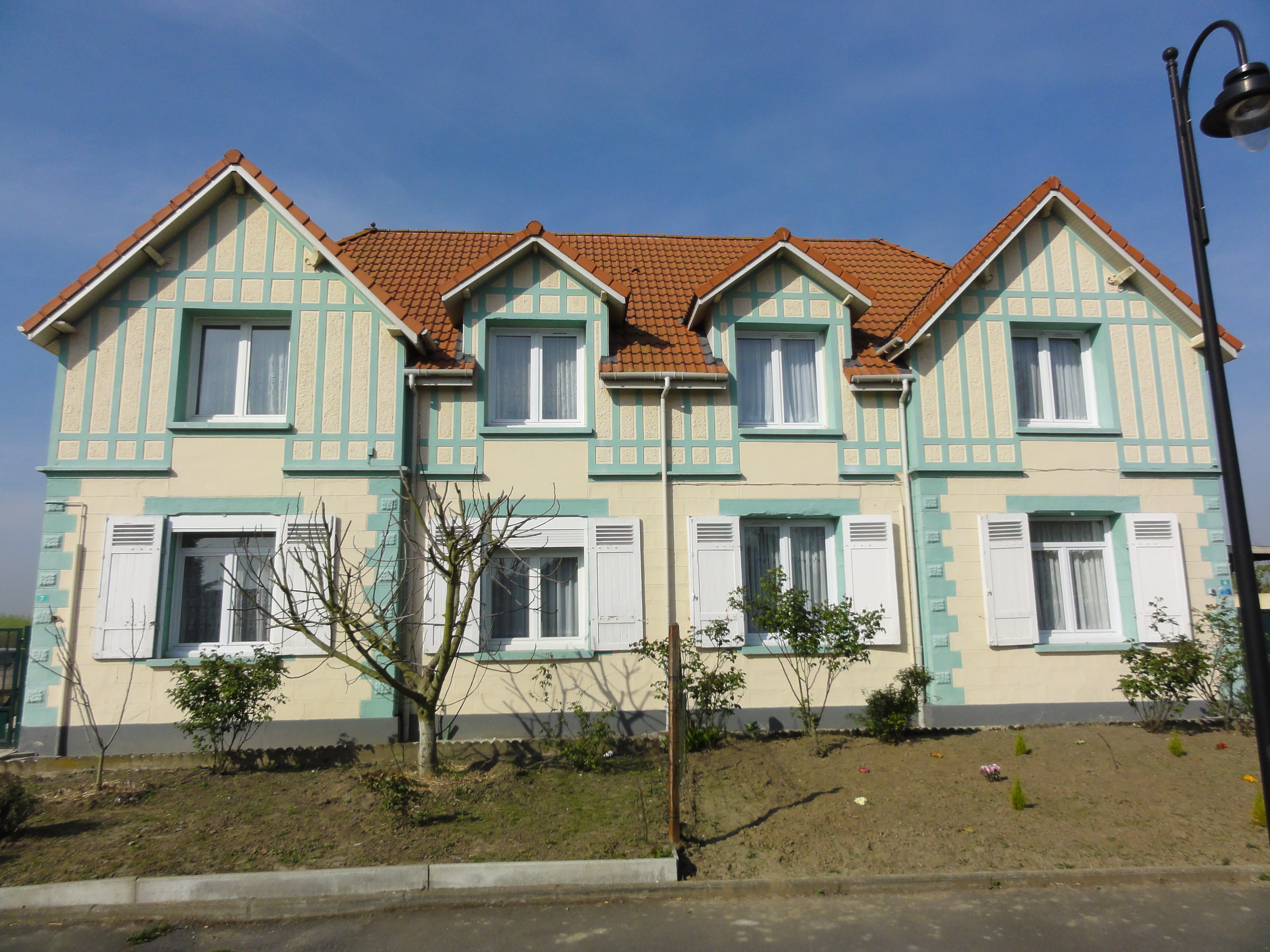
Des habitations groupées par deux, près du carreau de fosse.
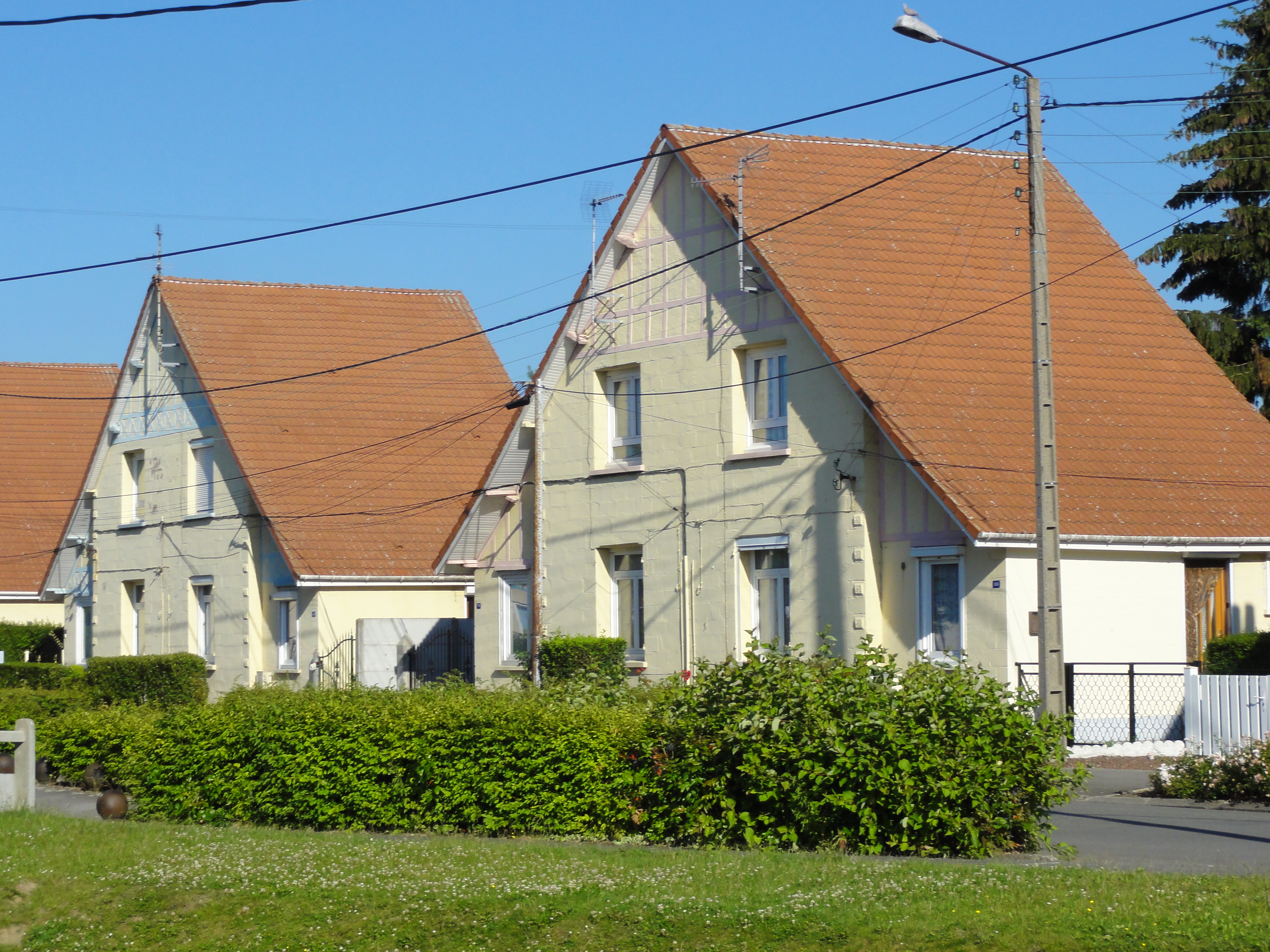
Des habitations groupées par deux.
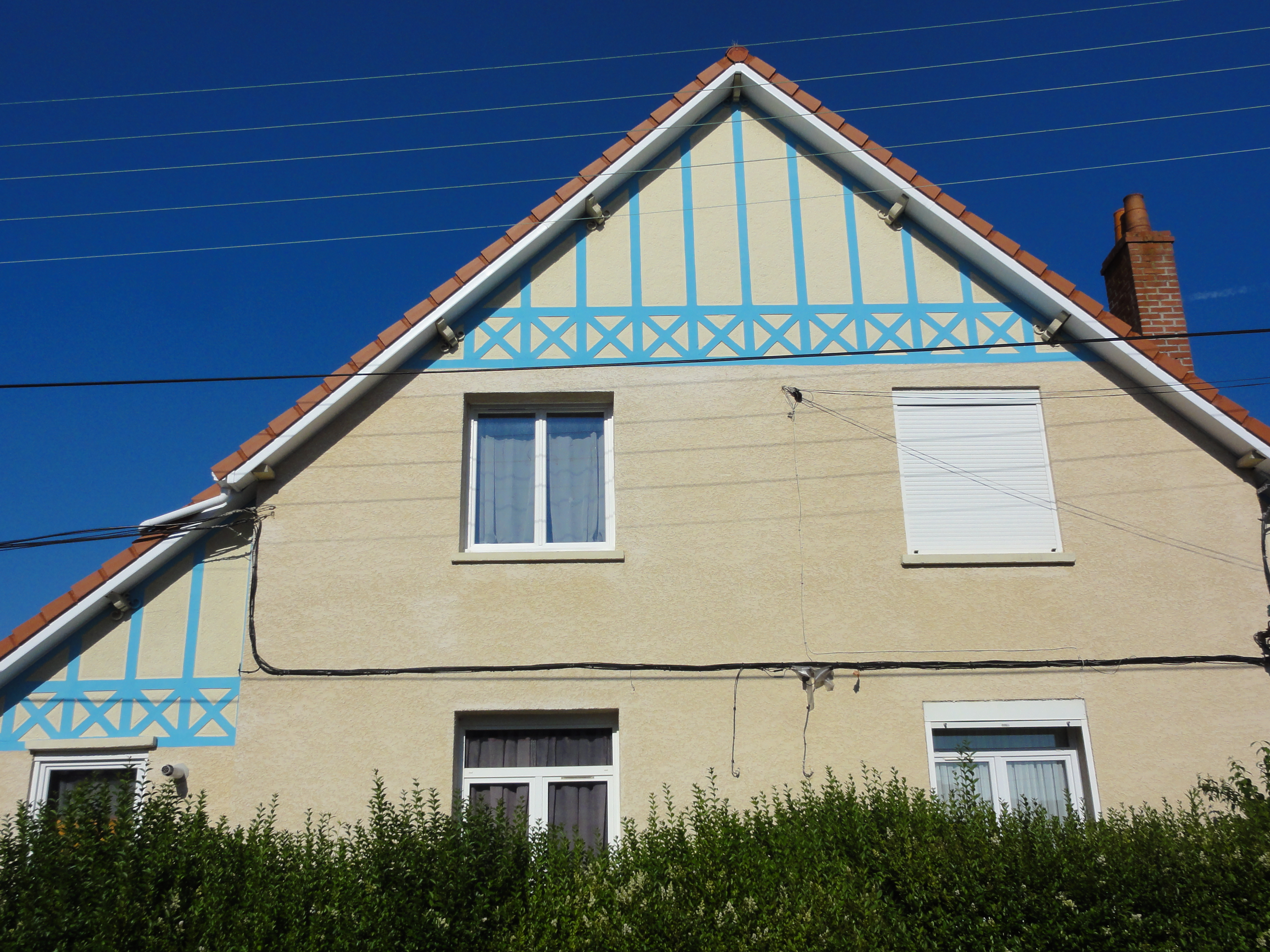
Des habitations groupées par deux.
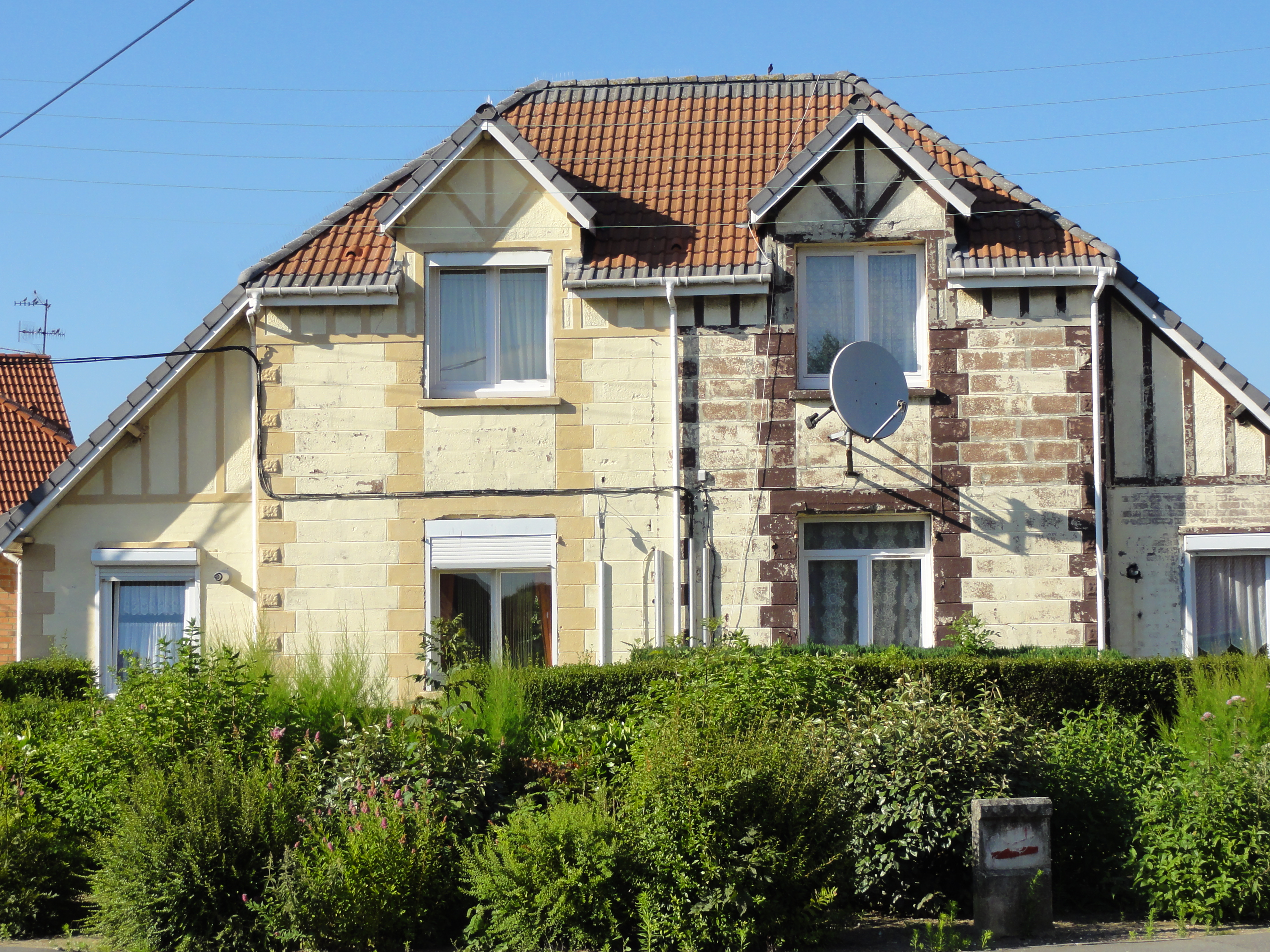
Des habitations groupées par deux.
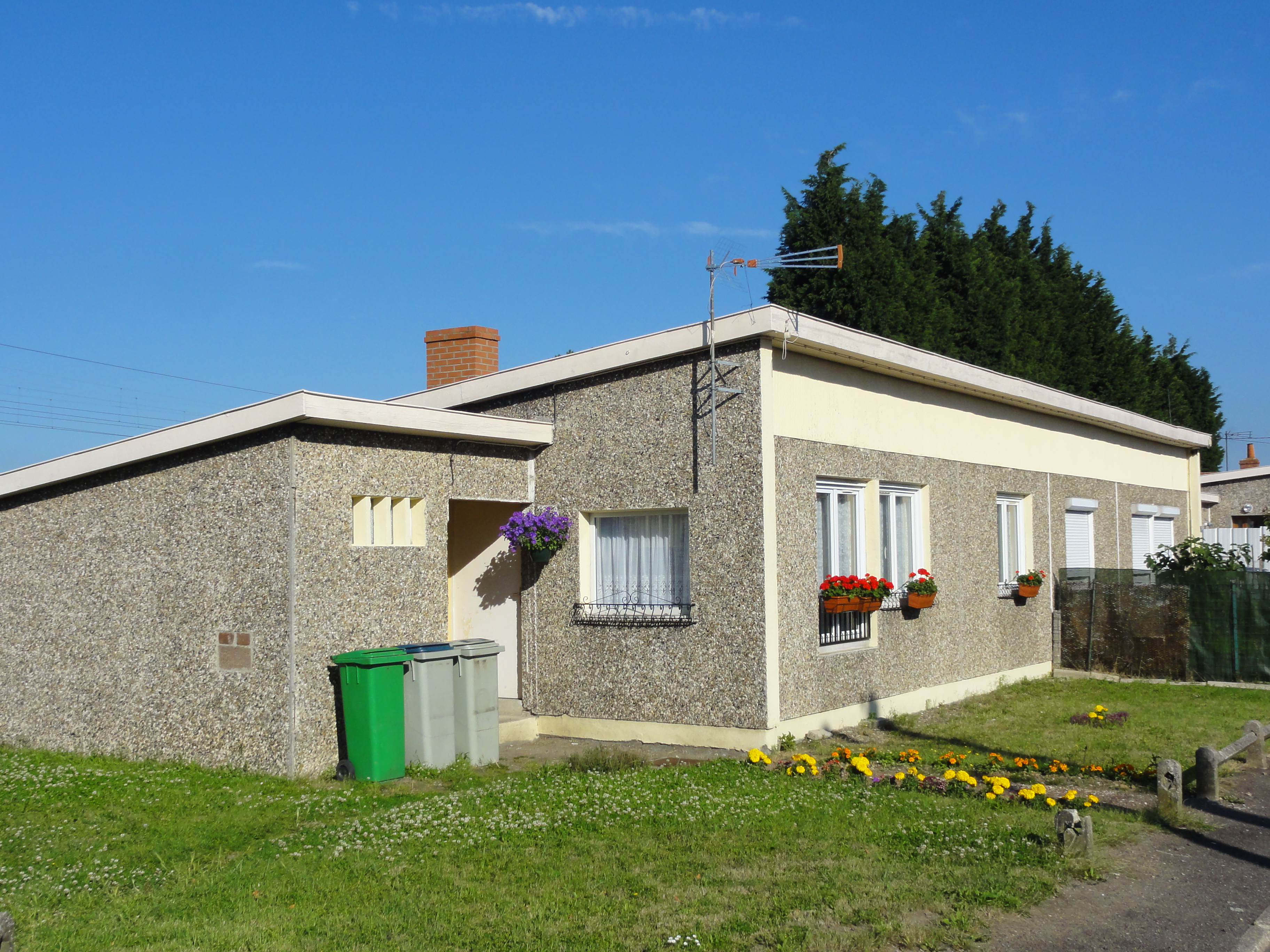
Des habitations post-Nationalisation groupées par deux.